# 学校法人尚絅学院
学校法人尚絅学院（がっこうほうじんしょうけいがくいん）は、宮城県に本部を置く学校法人である。
本部は宮城県名取市ゆりが丘にある。仙台市青葉区に中学校および高等学校を持ち、名取市にある本部と同所に大学と附属幼稚園を持つ。

## 沿革
- 1892年 「尚絅女学会」が山田揆一の私邸（現宮城県知事公館）を校舎として借り受けて開校。
- 1899年 私立学校令により尚絅女学校として正式に設立が認可される。
- 1947年 学制改革により新制中学校が設置される。
- 1948年 新制高等学校が設置される。「尚絅女学院」となる。
- 1950年 短期大学が設置される。
- 2003年 法人名を「尚絅学院」に改称。四年制大学が設置される。
- 2011年 尚絅学院大学女子短期大学部廃止。

## 設置教育機関
- 尚絅学院大学
- 尚絅学院中学校・高等学校
- 尚絅学院大学附属幼稚園